# 張祦
張祦（？—？），字介福，河南開封府祥符縣人，民籍，明朝政治人物。

## 生平
嘉靖二十二年（1543年）癸卯科河南鄉試第四十九名舉人。嘉靖二十三年（1544年）中式甲辰科會試第二百三十名，登第三甲第一百一十八名進士。歷南京戶部郎中。嘉靖三十四年（1555年）陞山西太原府知府。

## 家族
曾祖張本；祖父張亮；父張明德，母田氏。慈侍下。兄祺。弟祉。

## 延伸阅读
[在维基数据编辑]
 《明史卷二百九十八》，出自《明史》